# Liphistius dangrek
Liphistius dangrek is een spinnensoort uit de familie Liphistiidae. De soort komt voor in Thailand.